# Риђа спрутка
Риђа спрутка (лат. Calidris ferruginea) птица је селица из реда шљукарица. Назив рода Calidris потиче од старогрчке речи kalidris или skalidris, која се у време Аристотела употребљавала за сиву птицу која се среће у близини воде. Реч ferruginea потиче од латинске речи ferrugo, ferruginis што значи рђа и упућује на боју перја ове птице током гнездеће сезоне.

## Опис
Дужина тела од врха репа до врха кљуна је 19–23 cm, а распон крила је 38–46 cm. Маса птице је од 44 до 117 грама. Мало је већа од црнотрбе спрутке, са дужим и равномерно закривљеним кљуном. Дуг врат и ноге је чине елегантном. У лету јој се примећује бели надрепак који је издваја од осталих Евроазијских спрутки. Одрасле јединке током гнездеће сезоне имају боју опеке, а зими им израста сиво покровно перје. Мужјак је униформно јарко риђ, док женка на себи има ретке беле и смеђе шаре. Младе риђе спрутке се од младих црнотрбих разликују по белом стомаку, израженијој обрви и по бледо наранџастој боји на грудима. Риђа спрутка се од осталих спрутки најлакше разликује по оглашавању.

## Распрострањење и станиште
Гнездећи ареал обухвата тундре крајњег севера Сибира, од Урала до Чукотке. Сели се преко Европе и Азије, а зимује на обалама Африке и Аустралије, на Блиском истоку и у Југоисточној Азији. Популације западног Палеарктика мигрирају трима великим рутама. Прва полази са обала западне Европе и завршава се на обали Гвинејског залива. Друга рута обухвата птице из источне Европе које се селе преко Црног мора и Туниса. Трећа рута обухвата јединке које са приобаља Црног мора и Каспијског језера крећу на Блиски исток, одмарају на великим језерима у источној Африци и путовање завршавају на далеком југу Африке. Источне популације прелећу Сибир, стижу до Индије и Шри Ланке, где зимује већина јединки. Нека јата настављају сеобу, све до Индокине и обала Аустралије.
Истраживања су показала да јој током гнездеће сезоне одговарају отворена, низијска, влажна станишта уз обалу Северног леденог океана, богата плитким барицама насталих топљењем снега и леда. На сеоби и зимовању се виђа на различитим влажним стаништима као што су брактичне мочваре, ушћа, пешчани и шљунчани спрудови, лагуне и муљевити речни наноси. Такође се среће у зони плиме и осеке, на соланама, плавним зонама река и у близини канала за наводњавање.

## Биологија
Исхрану, током гнездећег периода, највише чине адултни и ларвални облици инсеката из реда , ларве из породице Dytiscidae и пијавице које својим закривљеним кљуном лако проналази у муљу. Зими се храни многочекињастим црвима, мекушцима, рачићима из редова Amphipoda, Copepoda и Anostraca, али повремено једе алге и семење биљака. Гнездо се налази на ободу хумке од тресета или је сакривено у вегетацији која је углавном сачињена од биљака рода Polygonum. Женка у гнездо полаже 4 јаја на којима лежи 20 дана. Мужјак не учествује у одгајању младунаца. Није редак случај да се неколико женки гнезде у непосредној близини, како би младунце заједно чувале од грабљивица. Током прве недеље птићи прате мајку ка местима где је храна доступнија. Занимљиво је то да бројност риђе спрутке зависи од популације леминга чија бројност варира од године до године. Уколико година није повољна за леминге, њихови природни непријатељи, велики поморник и поларна лисица, ће чешће ловити неспретне младунце риђих спрутки. Светска популација је процењена да броји од 1 085 000 до 1 285 000 јединки, од којих у Европи зимује између 1000 и 1800 јединки, док је у западној Африци тај број много већи од 350 000 до 450 000. Сматра се да јој бројност у свету опада.

## Угроженост
Кључна претња по ову врсту се налази на истоку Азије. Наиме, влажна станишта, у Кини и Јужној Кореји, на којима се ове птице одмарају током сеобе су у великој мери деградирана. Уништавају се плавне зоне и загађује се приобаље река. Прикупљање седимента и фауне бентоса са обала двеју великих река, Хоангхо и Јангцекјанг, је неодрживо и неконтролисано. Процењује се да је више од 65% обале Жутог мора у зони плиме и осеке изгубљено у претходних пет деценија. У приобалном појасу југоисточне Индије риђу спрутку лове замкама, уништавају јој станишта на којима се храни и одмара током зиме. У заливу Валвис у Намибији развој туризма, приморског саобраћаја и промена водног режима једнако утичу на бројност ове северне врсте. Склона је птичјем грипу и ботулизму, па је веће епизоотије могу угрозити.

## Риђа спрутка у Србији
Први пут је у забележена још у 17. веку у Подунављу. Од тада, па до средине 20. века је налажена у околини Хоргоша, Ечке, Сремске Митровице и Књажевца. У научним радовима након 1950. пише да је редовна пролазница, поготово на сланим језерима. Почетком 21. века је налажена у малом броју на пролазу, углавном у Бачкој и Банату током сеобе и зими. Врло ретко је виђана јужно од Саве и Дунава. Највећа јата су бројала до 100 јединки, али је обично посматрана у групама до 10 птица. Појављује се у приобаљу различитих плитких водених станишта природног или вештачког порекла. На зимовању није нађена од 1950. године.

## Галерија
- Мужјак током гнездеће сезоне у Казахстану
- Млада птица се храни
- Црнотрба спрутка (лево) и три младе риђе спрутке (десно)
- Две риђе спрутке у јату азијских великих спрутки.
- Јаје из музејске збирке